# Groissiat
Groissiat ist eine französische Gemeinde mit 1216 Einwohnern (Stand 1. Januar 2022) im Département Ain in der Region Auvergne-Rhône-Alpes. Sie gehört zum Kanton Nantua im Arrondissement Nantua.

## Geographie
Groissiat liegt auf 550 m, etwa sechs Kilometer südwestlich der Stadt Oyonnax und 30 Kilometer östlich der Präfektur Bourg-en-Bresse (Luftlinie). Das Dorf erstreckt sich im nördlichen Bugey, leicht erhöht am westlichen Rand der breiten Talniederung der Ange im Jura, am Westfuß der Grande Côte.
Die Fläche des 6,32 km² großen Gemeindegebiets umfasst einen Abschnitt des südlichen französischen Juras. Der zentrale Teil wird vom Tal der Ange eingenommen, das hier eine Breite von ungefähr 1,5 km aufweist und eine Synklinale im Faltenjura bildet. Das Talbecken wird gegen Süden zum Oignin entwässert. Nach Westen reicht der Gemeindeboden auf den Kamm des Höhenzuges (bis 810 m), der die Täler von Ange und Oignin trennt und dicht bewaldet ist (Bois de Ban). Nördlich der Mulde von Ijean steigt der Kamm von Châtelard an. Östlich der Talsenke erstreckt sich das Gemeindeareal in einem schmalen Streifen über einen dicht bewaldeten Hang (Forêt de Nerciat) auf die Antiklinale des Mont Jora. Auf dem Haut Crêt wird mit 950 m die höchste Erhebung von Groissiat erreicht.
Zu Groissiat gehören neben dem eigentlichen Ort auch mehrere Weiler und Gehöfte, darunter:
- Alex (530 m) am östlichen Rand des Talbeckens der Ange
- Ijean (600 m) in einer Mulde zwischen Bois de Ban und Forêt de Châtelard

Nachbargemeinden von Groissiat sind Géovreisset und Bellignat im Norden, Apremont im Osten, Martignat im Süden sowie Izernore im Westen.

## Geschichte
Erstmals urkundlich erwähnt wird Groissiat im Jahr 1084 unter dem Namen Grossiacum. Im Lauf der Zeit wandelte sich die Schreibweise über Groisya, Gruisia (1394) und Groyssiacus (1483) zu Groissiaz (1593). Der Ortsname geht auf den gallorömischen Geschlechtsnamen Grossius zurück und bedeutet so viel wie Landgut des Grossius. Der Ursprung von Groissiat liegt vermutlich in der Gründung eines Priorats durch die Mönche von Saint-Claude. Im 14. Jahrhundert kam das Dorf an die Herrschaft Martignat und teilte fortan deren Schicksal. Mit dem Vertrag von Lyon gelangte Groissiat im Jahre 1601 an Frankreich. In der zweiten Hälfte des 19. Jahrhunderts erfuhr Groissiat zusammen mit den anderen Gemeinden der Talschaft von Oyonnax einen wirtschaftlichen Aufschwung durch die Einführung der Industrie (Seidenindustrie und Kammfabrikation).

## Bevölkerung
| Jahr                       | 1962 | 1968 | 1975 | 1982 | 1990 | 1999 | 2009 | 2021 |
| Einwohner                  | 216  | 182  | 310  | 511  | 611  | 747  | 1135 | 1230 |
| Quellen: Cassini und INSEE |      |      |      |      |      |      |      |      |

Mit 1216 Einwohnern (Stand 1. Januar 2022) gehört Groissiat zu den kleinen Gemeinden des Départements Ain. Seit Ende der 1960er Jahre wurde eine markante Bevölkerungszunahme verzeichnet. In dieser Zeit hat sich die Einwohnerzahl des Dorfes versechsfacht. Die Ortsbewohner von Groissiat heißen auf Französisch Groissiatis.

## Sehenswürdigkeiten
Die romanische Pfarrkirche Notre-Dame de Pitié wurde im 11. Jahrhundert erbaut und 1960 letztmals umfassend restauriert. Zu den weiteren Sehenswürdigkeiten zählen das Kloster Croix de Jésus und die Mühle Nerciat.

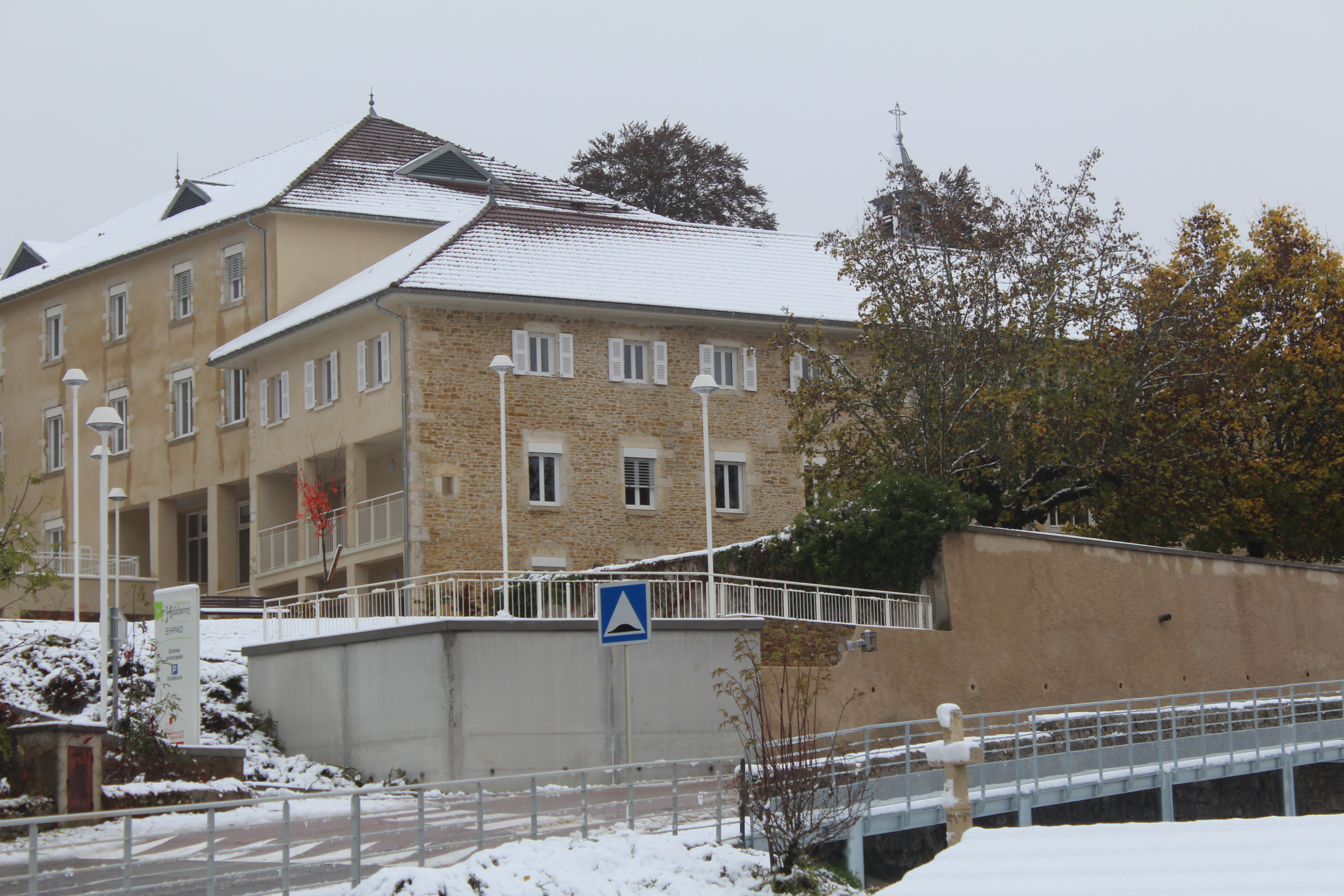
Ehemaliges Kloster
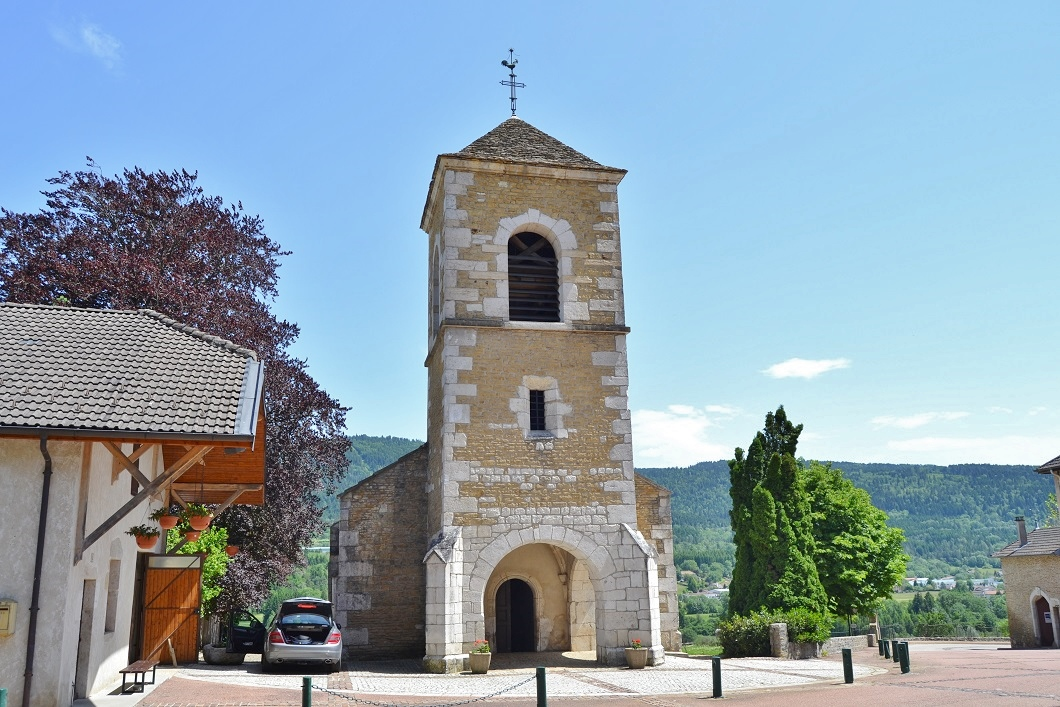
Kirche Notre-Dame
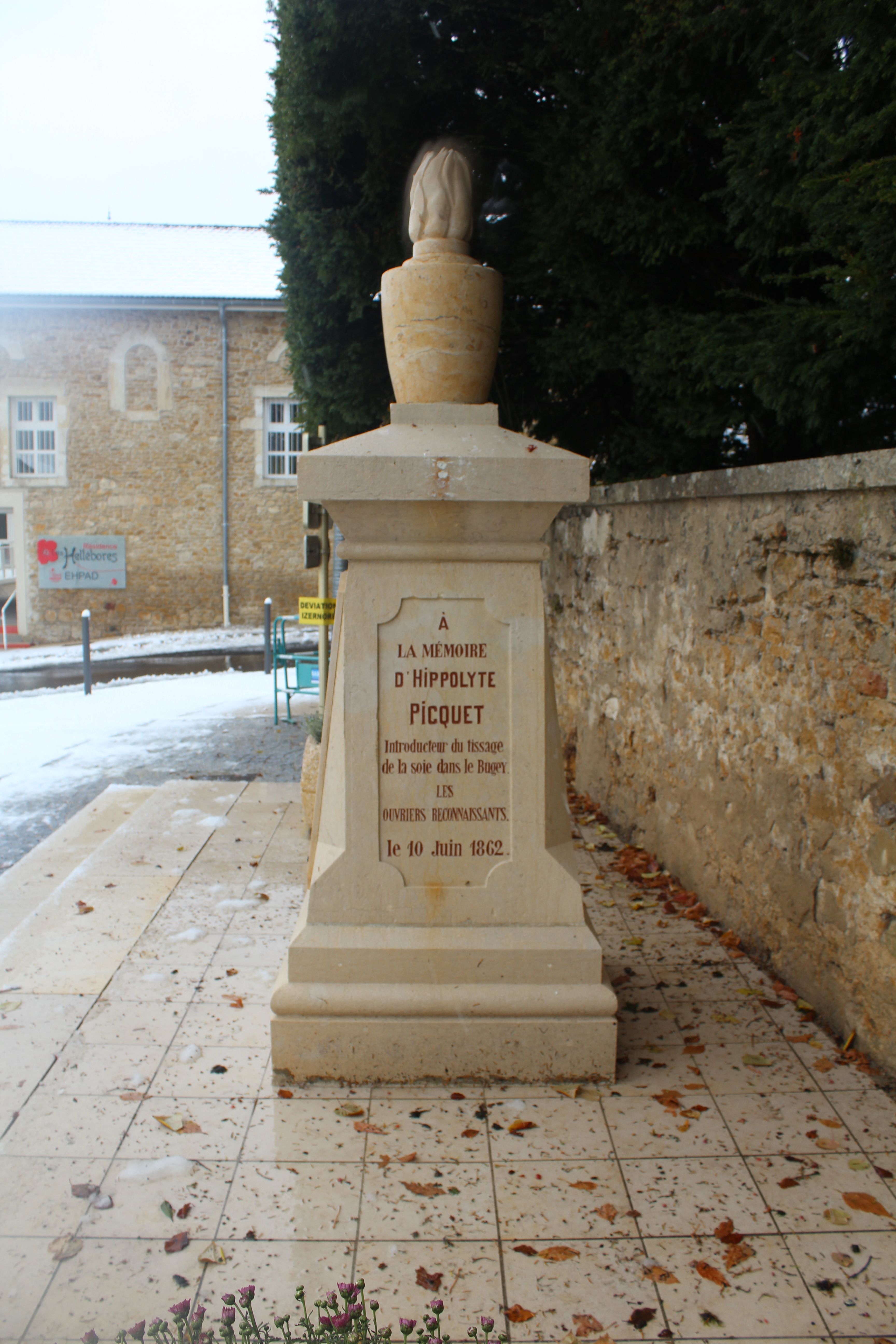
Gefallenendenkmal

## Wirtschaft und Infrastruktur
Groissiat war lange Zeit ein vorwiegend durch die Landwirtschaft, insbesondere Milchwirtschaft und Viehzucht, sowie die Forstwirtschaft geprägtes Dorf. In der ersten Hälfte des 20. Jahrhunderts ließen sich dank der Nähe zu Oyonnax auch in Groissiat verschiedene Betriebe nieder. Heute gibt es in der Talebene östlich von Groissiat eine größere Gewerbe- und Industriezone. Zu den wichtigen Industriezweigen zählen die Kunststofffabrikation und die feinmechanische Industrie. Viele Erwerbstätige sind auch Wegpendler, die in den größeren Ortschaften der Umgebung ihrer Arbeit nachgehen.
Die Ortschaft ist verkehrsmäßig sehr gut erschlossen. Sie liegt an einer Departementsstraße, die von Martignat nach Géovreisset führt. Weitere Straßenverbindungen bestehen mit Oyonnax und Izernore. Der nächste Anschluss an die Autobahn A404 (Saint-Martin-du-Frêne – Oyonnax), die das Gemeindegebiet durchquert, befindet sich in einer Entfernung von rund drei Kilometern.
In Groissiat gibt es eine staatliche école primaire (Grundschule mit eingegliederter Vorschule).